# Maud Rijnbeek
Maud Rijnbeek (Amsterdam, 3 december 2002) is een Nederlands wielrenster die sinds 2023 rijd voor de Belgische ploeg AG Insurance-Soudal Quick-Step. Ze begon haar carrière bij het Nederlandse NXTG Racing.

## Carrière
In 2021 reed Rijnbeek mee in de Simac Ladies Tour en reed ze voor de Scheldeprijs. Laatstgenoemde reed ze echter niet uit, omdat ze ten val was gekomen. Eveneens in 2021 deed ze mee aan Parijs-Roubaix, waar ze de jongste wielrenster was die de tour uitreed.
In 2022 heeft ze de tweede etappe in de Watersley womens challenge gewonnen. Uiteindelijk werd ze vierde in het eindklassement.
Op het NK in juni 2023 behaalde ze de eerste plek in de categorie tijdrijden U23.

## Resultaten in voornaamste wedstrijden
| Jaar | Ronde van Italië | Ronde van Frankrijk | Ronde van Spanje |
| ---- | ---------------- | ------------------- | ---------------- |
| 2021 |                  |                     |                  |
| 2022 |                  |                     |                  |
| 2023 | 64e              |                     |                  |
| 2024 | opgave           |                     | 72e              |
| 2025 |                  | 67e                 |                  |

| Jaar | Milaan-San Remo | Gent-Wevelgem | Ronde van Vlaanderen | Parijs-Roubaix | Amstel Gold Race |
| ---- | --------------- | ------------- | -------------------- | -------------- | ---------------- |
| 2021 |                 |               |                      | 31e            |                  |
| 2022 |                 | opgave        | opgave               | 53e            |                  |
| 2023 |                 | opgave        | 68e                  | opgave         |                  |
| 2024 |                 | 71e           | opgave               | 42e            | 75e              |
| 2025 | 42e             | 64e           | 56e                  | 52e            | opgave           |

## Ploegen
- 2023 –  AG Insurance-Soudal Quick-Step
- 2024 –  AG Insurance-Soudal
- 2025 –  VolkerWessels

Benito · Boogaard · Borgström · Ghekiere · Goossens · Henttala · Kasper · Knaven · Louw · Masetti · Meertens · Moolman-Pasio · Pluimers · Rijnbeek · Steigenga · Wollaston
Benito · Bentveld (vanaf 24/4-tot 13/9) · Boogaard · Borgström · De Schepper (vanaf 14/6) · Ghekiere · Gigante · Goossens · Le Court · Louw · Masetti · Moolman-Pasio · Pluimers · Rijnbeek · Steigenga · Van de Velde · Wollaston
Beuling · Boogaard · Demey · Dijkstra · van Helvoirt · Jansen · Knijnenburg · Meert · Molenaar · Poland · Rijnbeek · van Rooijen · Schoens · Souren · Stultiens · Uneken · Vanpachtenbeke · Vollering · Wisse